# Jamie Glover
Jamie Blair Glover (* 10. Juli 1969) ist ein britischer Theater- und Fernseh-Schauspieler sowie Sprecher.

## Leben
Jamie Glover ist der Sohn des Schauspielers Julian Glover und der Schauspielerin Isla Blair. Er wurde unter anderem an der Central School of Speech and Drama ausgebildet, arbeitet als Schauspieler in Fernsehfilmen und -serien, am Theater sowie als Sprecher für Hörbücher und Videospiele. Er lebt mit seiner Partnerin, der Schauspielerin Sasha Behar, und den beiden Töchtern Edie und Ava in London.

## Karriere
Am populärsten ist er im englischen Sprachraum wohl aufgrund seiner Rolle als Andrew Treneman in der Fernsehserie Waterloo Road sowie durch die Besetzung als Harry Potter im Theaterstück Harry Potter und das verwunschene Kind (Originaltitel Harry Potter and the Cursed Child), das auf einer Geschichte von Joanne K. Rowling basiert. Im Fernsehen spielt er seit 2014 die Rolle des James Lacey in der Krimiserie Agatha Raisin.
Er ist Sprecher zahlreicher Hörbücher und Radioproduktionen unter anderem für die BBC, darunter Werke von William Shakespeare, Oscar Wilde, Bernard Cornwell und Charles Dickens.
Zudem leiht er seine Stimme seit vielen Jahren Figuren in Videospielen unter anderem aus der Star Wars Reihe, in Dragon Age oder Battlefield 1.

## Filmografie (Auswahl)
- 1990–1996: Jupiter Moon (Fernsehserie, 17 Folgen)
- 1990, 2001: Casualty (Fernsehserie, 2 Folgen)
- 1995: Die Bibel: Josef (Fernsehfilm)
- 1997: Plotlands (TV-Miniserie)
- 2004: New Tricks – Die Krimispezialisten (New Tricks, Fernsehserie, 1 Folge)
- 2000: In His Life: The John Lennon Story (Fernsehfilm)
- 2006: Inspector Barnaby (Midsomer Murders), Fernsehserie, Staffel 9, Folge 8: Mörder-Falle („Last Year’s Model“)
- 2006–2009: Waterloo Road (Fernsehserie)
- 2009: Emma (Miniserie)
- 2013: Father Brown (Staffel 1, Episode 7 „The Devil’s Dust“)
- 2013: Der junge Inspektor Morse (Endeavour, Fernsehserie, Staffel 1, Episode 4 „Home“)
- 2013: Ein Abenteuer in Raum und Zeit (An Adventure in Space and Time, Fernsehfilm)
- Seit 2014: Agatha Raisin (britische Krimiserie)